# Shinwar (huyện)
Shinwar là một huyện thuộc tỉnh Nangarhar, Afghanistan. Dân số thời điểm năm 1999 là 35,069 người.